# 克劳迪娅·波尔

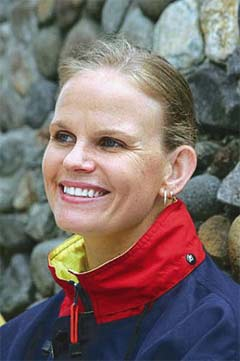

克劳迪娅·玛丽亚·波尔·阿伦斯（德語：Claudia Maria Poll Ahrens，1972年12月21日—），哥斯达黎加女子游泳运动员。
波尔的父母是居住在尼加拉瓜的德国移民。1972年马那瓜发生地震后，波尔一家移居哥斯达黎加。波尔一家均颇具运动天赋，其姐西尔维娅·波尔是哥斯达黎加首位奥运会游泳奖牌得主。
1996年夏季奥林匹克运动会上，波尔出人意料地击败了德国名将弗兰齐斯卡·范阿尔姆齐克，夺得200米自由泳冠军。次年，游泳世界杂志评选其为年度最佳游泳女运动员。
2000年夏季奥林匹克运动会上，波尔取得了两枚铜牌。但是，她在2002年被查出使用了兴奋剂，被处以四年禁赛。2003年，国际泳联将其禁赛期限减为两年，使其得以参加2004年夏季奥林匹克运动会。在该届奥运会上，波尔取得了400米自由泳第9名，未能进入最后决赛。